# Деян Йовельїч
Деян Йовельїч (серб. Дејан Јовељић, нар. 7 серпня 1999, Бієліна, Боснія і Герцеговина) — сербський футболіст, нападник клубу МЛС «Лос-Анджелес Гелаксі» та національної збірної Сербії.

## Ігрова кар'єра

### Клубна
З 2010 року Деян Йовельїч займався футболом в академії столичного клубу «Црвена Звезда». У 2016 році він підписав з клубом свій перший професійний контракт. Наступного сезону нападника було внесено в заявку першої команди і 10 грудня Деян провів першу гру в основі у матчі чемпіонату Сербії. За два сезони в клубі Йовельїч двічі вигравав науіональний чемпіонат.
Влітку 2019 року Йовельїч перейшов до німецького «Айнтрахта» з Франкфурта, підписавши з клубом п'ятирічний контракт. Вже 25 серпня нападник дебютував у німецькій Бундеслізі. Але стати повноцінним гравцем основи «Айнтрахта» футболіст так і не зумів і вже взимку 2020 року відправився в оренду у бельгійський «Андерлехт». Сезон 2020/21 Йовельїч провів також в оренді в австрійському клубі «Вольфсбергер».
У серпні 2021 року Йовельїч перейшов до «Лос-Анджелес Гелаксі», з яким підписав контракт на чотири з половиною роки. 14 серпня нападник дебютував у МЛС.

### Збірна
У 2016 році Йовельїч брав участь у юнацькому чемпіонаті Європи в Азербайджані. На турнірі футболіст провів три гри.
7 червня 2021 року у товариському матчі проти команди Ямайки Деян Йовельїч дебютував у складі національній збірній Сербії.

## Титули
Црвена Звезда
 Чемпіон Сербії (2): 2017/18, 2018/19